# Euhadenoecus fragilis
Euhadenoecus fragilis är en insektsart som beskrevs av Theodore Huntington Hubbell 1978. Euhadenoecus fragilis ingår i släktet Euhadenoecus och familjen grottvårtbitare. Inga underarter finns listade i Catalogue of Life.